# Chlorochrysa phoenicotis
Chlorochrysa phoenicotis là một loài chim trong họ Thraupidae.